# Sara McLaughlin Mitchell
Sara McLaughlin Mitchell (* 28. Juni 1969) ist eine US-amerikanische Politikwissenschaftlerin, die als Professorin an der University of Iowa forscht und lehrt. Ihre Forschungsgebiete sind die Internationalen Beziehungen und die Methoden der Politikwissenschaft. 2015 amtierte sie als Präsidentin der Peace Science Society (International).
Mitchell wurde 1997 im Fach Politikwissenschaft an der Michigan State University zur Ph.D. promoviert. Dort hatte sie 1993 bereits das Master-Examen abgelegt. Ihren Bachelor-Abschluss erreichte sie 1991 an der Iowa State University. Seit 2011 ist sie Professorin an der University of Iowa, seit 2017 als Inhaberin der F. Wendell Miller Professur.

## Schriften (Auswahl)
- Hrsg. mit John A. Vasquez: What do we know about war? 3. Auflage, Rowman & Littlefield, Lanham 2021, ISBN 9781538140086.
- Hrsg. mit T. David Mason: What do we know about civil wars? Rowman & Littlefield, Lanham 2016, ISBN 9781442242241.
- Mit Ewan Harrison: The triumph of democracy and the eclipse of the West. Palgrave Macmillan, New York 2014, ISBN 9781137353863.
- Mit Emilia Justyna Powell: Domestic law goes global. Legal traditions and international courts. Cambridge University Press, Cambridge/New York 2011, ISBN 9781107004160.